# Galla Placidia
Galla Placidia (in latino Galla Placidia, a volte indicata nell'Impero romano d'Oriente come Elia Placidia, in latino Aelia Placidia; Costantinopoli, 388/392 – Roma, 27 novembre 450) è stata un'imperatrice romana, figlia dell'imperatore Teodosio I (che regnò dal 378 al 395) e della sua seconda moglie Galla.
Nipote di tre imperatori, figlia di uno, sorella di due, moglie di un re e di un imperatore, madre di un imperatore e zia di un altro, la nobilissima Galla Placidia fu dapprima ostaggio presso i Visigoti, poi loro regina; il suo matrimonio con re Ataulfo e la nascita del loro figlio Teodosio rientrarono in una politica di avvicinamento tra barbari e Romani, ma la morte del bambino e quella del sovrano posero fine a questa possibilità.
Galla sposò l'imperatore Costanzo III, ottimo generale e collega di suo fratello, l'Augusto Onorio, ma la morte del consorte fu seguita da un rapido degrado dei rapporti con l'imperatore e Galla dovette rifugiarsi con i due figli a Costantinopoli, alla corte del nipote Teodosio II. A seguito della morte di Onorio, in Occidente salì al trono un usurpatore; con l'aiuto dell'esercito orientale, Galla tornò in Occidente, depose l'usurpatore e pose sul trono il giovanissimo figlio Valentiniano III, per il quale fu reggente.
Nei dodici anni in cui regnò sull'Impero romano d'Occidente, Galla dovette gestire il confronto fra tre potenti ed influenti generali, Costanzo Felice, Bonifacio ed Ezio. Dopo che quest'ultimo emerse vincitore, Galla ne ostacolò le mire di influenza su Valentiniano.
Gli ultimi anni furono caratterizzati dalla gestione della turbolenta figlia Onoria e dal coinvolgimento nelle vicende religiose: fu una fervente cristiana, intransigente verso le ultime espressioni del paganesimo.

## Biografia

### Infanzia (392–408)
Galla Placidia era figlia dell'imperatore Teodosio I e della sua seconda moglie Galla, sposata nel 387, quando i due avevano quaranta e tredici anni circa rispettivamente. Prima della nascita di Placidia, Teodosio aveva già avuto tre figli dal precedente matrimonio con Flaccilla (Pulcheria Teodosia, Arcadio e Onorio) ed un figlio da Galla, di nome Graziano, morto infante.
In Placidia si riunirono due dinastie imperiali romane, quella valentiniana e quella teodosiana. Suo nonno materno era l'imperatore Valentiniano I, suoi zii materni gli imperatori Graziano e Valentiniano II; entrambi i suoi due fratellastri (Arcadio e Onorio) furono imperatori; dei suoi due mariti uno, Ataulfo, fu re dei Visigoti, l'altro, Costanzo III, imperatore romano d'Occidente assieme ad Onorio; furono pure imperatori il figlio di Galla, Valentiniano III, e suo nipote Teodosio II, figlio di Arcadio.

Serena ritratta col marito Stilicone e il figlio Eucherio, nel Dittico di Stilicone. Serena era la cugina di Galla, figlia del fratello di Teodosio I. Galla visse e fu educata dalla cugina e fu fidanzata al di lei figlio Eucherio, ma dopo la caduta di Stilicone, firmò il decreto del Senato romano che mise a morte Serena.

All'inizio degli anni 390 Placidia ricevette il titolo di nobilissima, che le dava una dignità pari a quella dei fratelli, e delle proprietà che la resero finanziariamente indipendente. Nel 394 la madre Galla morì neanche ventenne, a seguito di un parto in cui morì anche il bambino, Giovanni. In quello stesso anno Teodosio si recò in Occidente a combattere l'usurpatore Eugenio, che era succeduto a suo cognato Valentiniano II morto in circostanze misteriose; Teodosio lasciò a Costantinopoli Arcadio, mentre si fece seguire da Onorio e Galla Placidia, entrambi poi affidati alle cure di Serena, figlia di un fratello defunto di Teodosio e moglie del generale di origine barbarica Stilicone. Pare che dalla cugina Galla Placidia abbia ricevuto un'educazione classica e che le sia stato insegnato anche a tessere e ricamare.
Sia Onorio sia Galla Placidia erano a Milano all'inizio del 395, dove assistettero alla morte di loro padre; la leggenda vuole che l'imperatore abbia affidato i propri figli alle cure del vescovo Ambrogio da Milano. Alla morte di Teodosio, l'Impero romano fu diviso in una parte orientale, sotto Arcadio, ed una occidentale, governata da Onorio; in realtà, però, il governo effettivo era nelle mani di Rufino e poi di Eutropio in Oriente e del generale Stilicone in Occidente. L'ambiziosa Serena intendeva legarsi strettamente al cugino Onorio e, nel 399 gli diede in sposa la figlia Maria, ma probabilmente il matrimonio non fu consumato a causa dell'impotenza di Onorio e allora, nel 400 Serena organizzò il fidanzamento di Galla Placidia con suo figlio Eucherio, che all'epoca avevano rispettivamente otto e undici anni.
Il matrimonio tra Galla ed Eucherio fu rimandato per la giovane età dei due fidanzati, e alla fine non fu più celebrato. Accadde infatti che Stilicone, sempre più influente, fu oggetto di una congiura e assassinato, senza l'opposizione di Onorio, il 22 agosto 408. Quello stesso anno i Visigoti di Alarico, il quale era legato a Stilicone, calarono in Italia e discesero verso Roma, contando di trovare sostegno lì tra gli amici del generale barbarico assassinato e in particolare quello di Eucherio; questi fu però ucciso da alcuni emissari di Onorio, il quale stava rinchiuso a Ravenna.
Alarico giunse a Roma e la cinse d'assedio, desistendo solo per la robustezza delle sue mura. Nella città assediata, però, crebbe il rancore contro i sostenitori di Stilicone e la vittima fu Serena, processata dal Senato romano con l'accusa di aver chiamato i Visigoti a Roma. Al processo partecipò Galla Placidia, sia come membro della famiglia imperiale, sia come persona che conosceva bene Serena; è significativo il fatto che la sentenza capitale fosse emanata dal Senato e da Galla insieme, segno di un suo aperto schierarsi contro il partito di Stilicone e a favore della corte ravennate di Onorio.

### Prigioniera e regina dei Visigoti (409–416)

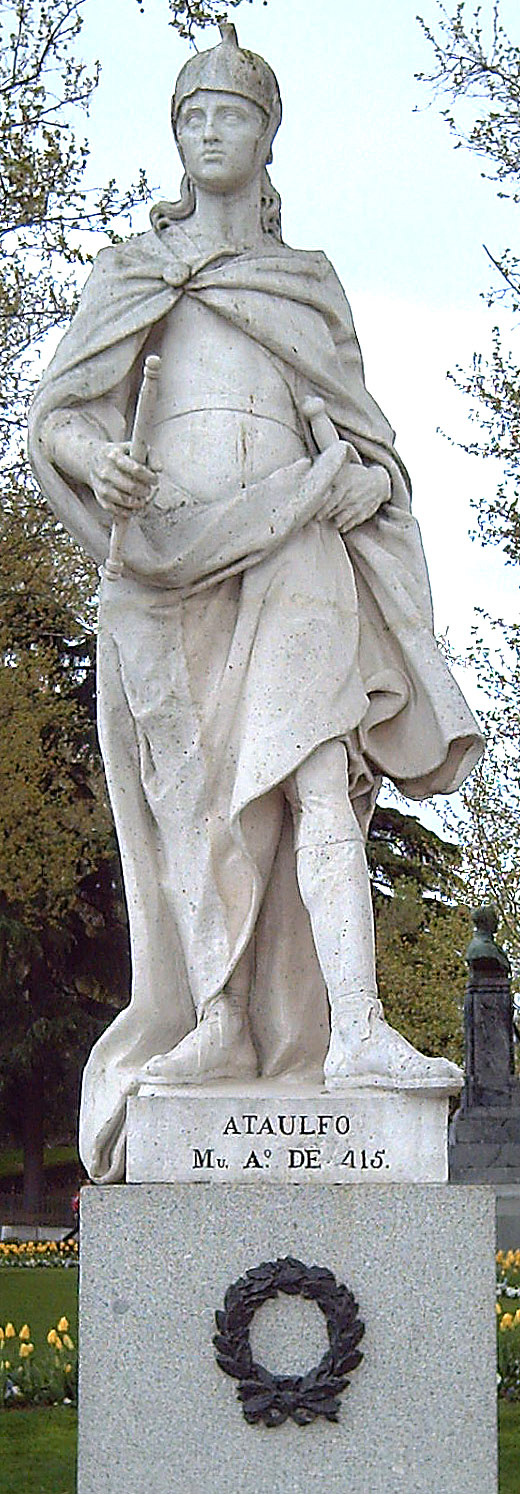
Statua moderna di Ataulfo. Sposandolo a Narbona nel 414, Galla Placidia divenne regina dei Visigoti, ma il suo regno effettivo durò appena un anno, fino alla morte per assassinio del marito. La coppia aveva avuto un figlio, Teodosio, morto infante.

Alarico aveva due scopi: ottenere un territorio dove stanziare il proprio popolo e vedersi riconoscere il grado di generale dell'impero. Tuttavia Onorio era assolutamente contrario a queste eventualità: i due anni che seguirono (409–410) videro il precipitare degli eventi, mentre Alarico cercava di forzare la mano di Onorio e l'imperatore tentava di neutralizzare la minaccia del re barbaro.
Alarico accettò di levare l'assedio a Roma in cambio di un notevole tributo. Il Senato romano inviò allora due ambascerie presso Onorio a Ravenna, con lo scopo di perorare la causa del sovrano visigoto; sia la prima (gennaio 409), guidata dal senatore pagano Prisco Attalo, sia la seconda (avvenuta nella primavera dello stesso anno), il cui esponente principale era papa Innocenzo I, non ebbero successo: Onorio sapeva infatti che Alarico non aveva accesso a sufficienti forniture di viveri e poteva quindi solo saccheggiare le contrade italiche. Alarico tornò allora ad assediare Roma, nell'ottobre del 409. In questa occasione il sovrano visigoto e il Senato romano decisero di elevare al trono un nuovo imperatore, da opporre ad Onorio, e scelsero Attalo: questi non fu riconosciuto da Onorio, ed è improbabile che abbia avuto l'assenso di Galla, anche in considerazione del fatto che l'usurpatore si fece battezzare da un vescovo ariano e promulgò leggi in favore di questa dottrina, cui l'ortodossa Galla non può essere stata favorevole. Alarico si rese però rapidamente conto di non poter minacciare militarmente Onorio, rinchiuso al sicuro tra le paludi di Ravenna, e, come gesto di distensione, depose Attalo; Onorio sembrava dunque aver riportato una vittoria, quando un suo ex-generale, Saro, attaccò proditoriamente e a sua insaputa Alarico, il quale, sentendosi tradito dall'imperatore, rimise l'assedio a Roma per la terza volta (agosto 410). La città cadde il 24 agosto e fu messa a sacco, il famoso sacco di Roma, spogliata dei suoi beni preziosi e, soprattutto, dei viveri.
Quando i Visigoti di Alarico lasciarono l'Urbe, portarono con loro anche un prezioso ostaggio, Galla Placidia, da utilizzare per costringere Onorio a cedere alle loro richieste: iniziarono così diversi anni di prigionia per la giovane principessa, all'epoca diciottenne. Galla seguì i Visigoti in Campania (dove conobbe il vescovo Paolino di Nola, anch'egli fatto prigioniero, cui in seguito scrisse una lettera conservatasi), in Lucania e in Calabria, dove tentarono inutilmente di passare lo stretto di Messina, per poi riprendere la strada verso nord, lungo la quale, in provincia di Cosenza, Alarico morì. Il successore di Alarico, Ataulfo, condusse i Visigoti e Galla Placidia in Puglia, Sannio, Piceno e poi verso nord, in Gallia, dove, nel 412, fu prima alleato e poi nemico dell'usurpatore Giovino, che catturò e consegnò ai Romani: Ataulfo sperava di essersi guadagnato il riconoscimento della corte ravennate, ma Onorio gli oppose la richiesta che fosse riconsegnata Galla Placidia. A Ravenna Flavio Costanzo, il generale che aveva fermato Alarico in Calabria, si rifiutò di trattare; Ataulfo decise di puntare allora su Marsiglia, ma qui fu bloccato dal generale Bonifacio, che difese la città dagli attacchi visigoti, durante i quali Ataulfo fu persino ferito.
Ataulfo riuscì finalmente ad entrare a Narbona; qui nel 414, all'età di quaranta anni circa, sposò con cerimoniale romano la ventiduenne Galla Placidia – anche se lo storico goto Giordane afferma che il matrimonio era stato celebrato a Forlì nel 411, forse alludendo a una cerimonia di rito goto, ovvero ariano. Il senso del matrimonio, che faceva di una principessa imperiale una regina dei Visigoti, era quello di permettere più facilmente il riconoscimento da parte romana dei diritti dei Visigoti, i quali interpretavano il ruolo della componente lealista dei complessi giochi politici dell'epoca: Onorio avrebbe potuto ora riconoscere i Visigoti come alleati senza perdere la faccia, in particolare con Costanzo, cui si era sempre più avvicinato e il cui matrimonio con Galla Placidia sembrava la via per risolvere il problema della successione dinastica dovuto alla mancanza di figli dell'imperatore. Il matrimonio si celebrò nel palazzo del nobile e ricco Ingenius; Ataulfo, vestito alla romana, sposò secondo la cerimonia romana Galla Placidia e fece sfilare cinquanta giovani con vassoi recanti parte del bottino del sacco di Roma, restituito dal sovrano barbaro alla sua sposa romana. Furono poi declamati degli epitalamii, quello di Attalo, quello di Rustico e quello di Febadio.
Il matrimonio, che avrebbe dovuto unire i Visigoti ai Romani, non fu riconosciuto a Ravenna. Ataulfo reagì rieleggendo imperatore Prisco Attalo, sempre nel 414, con potere nominale sulla Gallia. Costanzo si recò con un esercito in Gallia per affrontare i Visigoti; Ataulfo e Galla abbandonarono la regione e si recarono in Spagna (fine 414, inizi 415), lasciando indietro Attalo, il quale fu catturato e spedito a Onorio. Fu a Barcellona che Galla diede alla luce il figlio di Ataulfo, Teodosio; la scelta di dare al bambino, morto poco dopo la nascita e seppellito in una chiesa di Barcellona, il nome del nonno materno e fondatore della dinastia regnante indicava la volontà dei genitori di inserirlo nella linea di successione imperiale, ma forse fu questo gesto ad aumentare lo scontento dei «nazionalisti» visigoti, i quali ordirono una congiura che, nell'estate del 415, causò la morte di Ataulfo.
Il successore di Ataulfo, Sigerico, umiliò Galla facendola marciare a piedi per venti chilometri davanti al suo cavallo, ma fu ucciso sette giorni dopo essere salito al trono: gli successe Vallia, che si dimostrò più moderato e restituì la dignità regale a Galla, cercando di negoziare con i Romani. I Visigoti tentarono di passare in Africa, ma, impossibilitati, tornarono a nord dove, nel 416, incontrarono i messaggeri di Costanzo, capeggiati da Eupluzio: in cambio di un grosso quantitativo di grano, Vallia accettò di combattere per i Romani i Vandali e gli Svevi, popolazioni barbare stanziatesi in Spagna, e di restituire Galla Placidia. Eupluzio portò Galla da Costanzo e i due si imbarcarono insieme dalla Spagna diretti a Marsiglia e poi di qui in Italia e a Ravenna. Onorio premiò Costanzo per la liberazione di Galla da una prigionia durata sei anni con il consolato per il 417; portò con sé la sorella a Roma per celebrare il trionfo sui nemici dello stato (tra cui Attalo), per poi tornare insieme a lei a Ravenna.

### Nomina ad augusta e fuga in Oriente (417–423)

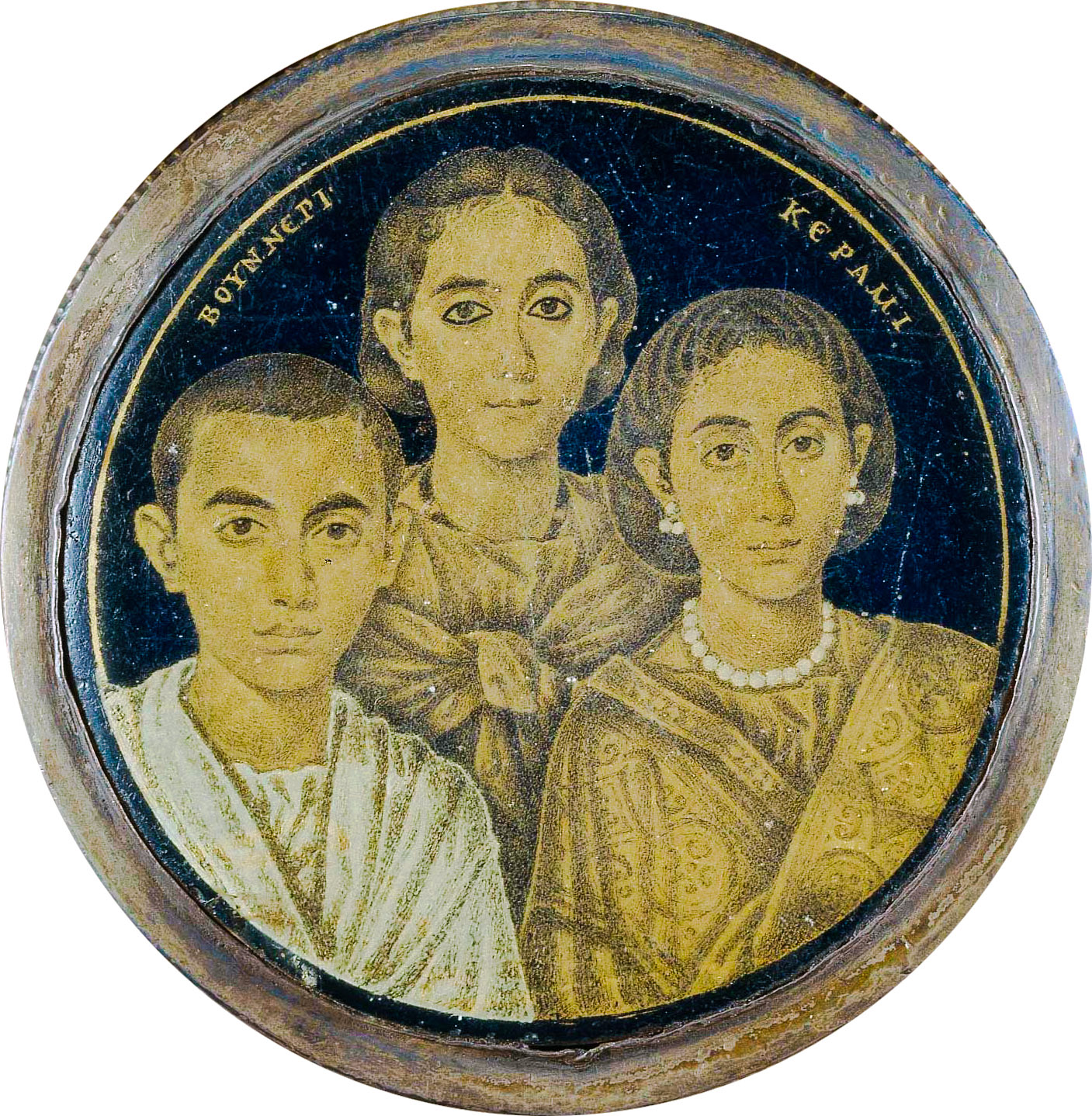
Medaglione in vetro dorato del III secolo, di origine alessandrina, ma tradizionalmente creduto raffigurante Valentiniano III, la madre Galla Placidia e la sorella Giusta Grata Onoria. Si è conservato incastonato nella Croce di Desiderio

Tornata alla corte del fratello dopo la liberazione dai Visigoti, Galla Placidia trovò ad attenderla il matrimonio con Flavio Costanzo, generale fedelissimo di Onorio il quale lo aveva onorato di diversi consolati. Galla tentò di opporsi al matrimonio con Costanzo, il quale non era di aspetto gradevole ed era stato oppositore di Ataulfo, ma alla fine prevalse il volere di Onorio, che annunciò inaspettatamente il fidanzamento della propria sorellastra col proprio generale il 1º gennaio 417, in occasione dell'inaugurazione del consolato di Costanzo, giungendo le mani dei due. Galla Placidia finse di accettare con piacere la decisione fraterna e, entro la metà dell'anno, il matrimonio fu celebrato con grande sfarzo, forse per far dimenticare un altro matrimonio, celebrato tre anni prima col re visigoto. La coppia ebbe due figli: Giusta Grata Onoria nel 418 e, il 2 luglio 419, Placido Valentiniano, il futuro Valentiniano III, il cui nome fu scelto in onore del nonno e dello zio di Galla (rispettivamente Valentiniano I e Valentiniano II), e che ricevette in tenera età dallo zio Onorio il titolo di nobilissimus, con la conseguente prelazione alla successione imperiale.
La posizione di Galla all'interno della corte imperiale era di assoluto rilievo, sia in virtù del proprio rango di nobilissima e madre dell'erede al trono, sia per il fatto che restava regina dei Visigoti, ruolo che le permetteva di avere sempre al suo fianco la fedele guardia reale visigota. Inoltre pare che Galla abbia esercitato una profonda influenza sul rozzo Costanzo, il quale col matrimonio cambiò radicalmente sia stile di vita sia atteggiamenti. Un esempio fu l'ordine impartito ad Asklepios (amministratore dei beni di Costanzo e Placidia in Sicilia) di distruggere la statua di Poseidone a Reggio Calabria, che si trovava sulla Colonna Reggina rappresentando uno storico simbolo dello Stretto, e che proteggeva la città dal fuoco dell'Etna: malgrado Costanzo fosse un cristiano tiepido e i pagani fossero ancora influenti, Galla lo convinse a rimuovere la statua, che probabilmente aveva visto quando con Alarico era discesa in Calabria; fu poi Costanzo ad essere oggetto del malcontento locale quando, dopo la rimozione, ripresero le eruzioni e avvennero dei terremoti. Un secondo episodio che testimonia sia l'estremismo religioso di Galla sia la sua capacità di imporre il proprio volere su Costanzo è quello di Libanio, raccontato da Olimpiodoro di Tebe. Libanio era un terapeuta di gran fama proveniente dalle province orientali, il quale giunse a Ravenna preceduto dalla sua fama e con un metodo per vincere i barbari senza combattere: Costanzo, inizialmente poco propenso a concedergli udienza, fu spinto a farlo dall'opinione pubblica. Quando Galla venne a sapere della cosa, ordinò a Costanzo di arrestare e far giustiziare quello che lei riteneva un indemoniato: per dare peso alla propria richiesta, giunse a minacciare di divorziare. La fine dell'episodio non è nota, ma il fatto che i due non divorziassero lascia intendere che Costanzo abbia accondisceso alle richieste della consorte; il fatto poi che Galla abbia minacciato di divorzio il marito (cosa ammessa sia civilmente sia religiosamente, sebbene la Chiesa proibisse ai divorziati di risposarsi), assieme alle testimonianze della serietà della sua pratica religiosa, è indicativa dell'integrità religiosa di Galla e della forza con cui contrastava i suoi avversari religiosi.

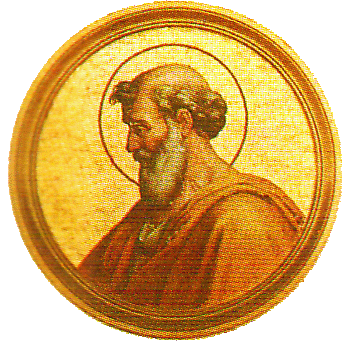
Ritratto di fantasia di papa Bonifacio I, la cui ordinazione nel 419 fu contestata dall'antipapa Eulalio. Galla Placidia, Costanzo e il praefectus urbi Simmaco parteggiavano per Eulalio, che fu inizialmente riconosciuto da Onorio, ma a seguito di un'ambasceria dei sostenitori di Bonifacio, l'imperatore convocò un sinodo a Ravenna per dirimere la questione e poi un altro a Spoleto per il luglio di quell'anno, proibendo ad entrambi i papi di entrare a Roma. Galla inviò diverse lettere, alcune di queste conservatesi, per invitare a partecipare al sinodo i vescovi africani, tra cui Agostino d'Ippona, e altri favorevoli a Eulalio come Paolino da Nola, ma Eulalio tentò un colpo di mano per celebrare la Pasqua in città e Onorio, contrariato dal gesto, riconobbe Bonifacio.

Nel 419 Galla fu anche coinvolta nella controversia che vide opposti, per la conquista del soglio vescovile di Roma, il sacerdote Bonifacio e l'arcidiacono Eulalio, eletti e consacrati contemporaneamente dopo la morte di papa Zosimo. Costanzo e Galla erano sostenitori di Eulalio e per questo motivo Onorio esiliò Bonifacio, ma in seguito l'imperatore volle organizzare due sinodi, uno a Ravenna e uno a Spoleto, per dirimere la questione. Galla si prodigò affinché i vescovi africani si recassero al sinodo (rimangono alcune sue lettere scritte a questo scopo), sebbene alla fine fosse Bonifacio a prevalere.
Ma l'influenza di Galla non si limitava alla sfera religiosa. I Visigoti avevano ricevuto l'incarico di combattere per conto dell'impero i Vandali e gli Svevi, che si erano stabiliti nella Penisola iberica; sotto la guida di Vallia, avevano ottenuto diverse vittorie, annientando i Vandali Silingi e gli Alani (i cui superstiti si unirono ai Vandali Asdingi stanziati in Galizia formando una nuova «supercoalizione» vandalo-alana) e avevano recuperato per l'Impero le province di Betica, Cartaginense e Lusitania, relegando la presenza barbarica in Galizia (dov'erano presenti, oltre ai Vandali, anche gli Svevi). Tuttavia la riconquista di gran parte della Spagna si rivelò effimera e, già alcuni anni dopo, il controllo della penisola da parte romana era, per ampi tratti, solo nominale e nella pratica conteso dalla presenza di bande di incursori barbari. Malgrado quello che sostanzialmente era un fallimento e dopo appena un anno di negoziazioni (il 417), nel 418 i Visigoti ebbero l'autorizzazione imperiale a stabilirsi in Aquitania come socii foederati, col diritto di acquisire un terzo delle terre e di mantenere le proprie leggi e i propri re. L'aver ottenuto in così poco tempo quel riconoscimento che Alarico e Ataulfo avevano così lungamente e inutilmente vagheggiato è probabilmente il frutto della presenza della regina dei Visigoti alla corte imperiale.
Il 18 febbraio 421 Costanzo salì al trono come co-imperatore di Onorio; poco dopo Galla Placidia ricevette il titolo di augusta dell'impero, che la poneva allo stesso livello dell'augusta d'Oriente, Pulcheria. La nomina fu comunicata a Costantinopoli, da cui non giunse però il riconoscimento, a causa del deterioramento dei rapporti tra le due corti: Costanzo stava persino progettando una campagna militare contro l'Impero romano d'Oriente, quando, il 2 settembre di quello stesso anno, morì, lasciando Galla vedova e Onoria e Valentiniano orfani.
Dopo la morte del secondo marito, l'augusta fu coinvolta in conflitti tra i generali Castino e Bonifacio: Galla sosteneva Bonifacio e i Visigoti, ed era da essi sostenuta, mentre Onorio parteggiava per Castino. Il contrasto tra i due fratelli fu causato da Leonteo ed Elpidia, rispettivamente intendente e nutrice di Galla, e da Pandusia, moglie del generale Felice, poi crebbe fino a sfociare in veri e propri scontri armati (Galla aveva a propria disposizione i Visigoti della sua guardia e i buccellarii del marito); i collaboratori di Onorio lo convinsero infine che Galla tramava per deporlo, e l'imperatore prima ordinò che la sorella risiedesse a Roma, poi la esiliò dall'Italia. Nella primavera del 423, Galla e i suoi figli si imbarcarono per Costantinopoli, dove regnava il nipote Teodosio II, figlio di Arcadio, sotto la reggenza della sorella Pulcheria.  Galla e i figli, giunti nella capitale dell'Impero romano d'Oriente, andarono a vivere in uno dei due palazzi di Galla.Durante il viaggio di ritorno in occidente (424), la nave su cui viaggiavano incappò in una tempesta, rischiando il naufragio, tanto che Galla fece voto a san Giovanni evangelista di dedicargli una chiesa se si fosse salvata., cosa che avvenne nel 426.

### Ascesa al trono di Valentiniano e reggenza di Galla (423–437)

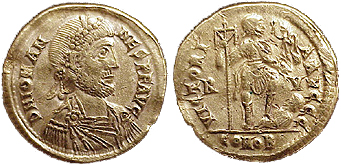
Solido di Giovanni Primicerio, legalmente nominato imperatore d'Occidente dal Senato romano ma non riconosciuto dalla corte orientale; l'esercito romano d'Oriente collocò sul trono d'Occidente Valentiniano III con la reggenza della madre Galla, la quale fece torturare e uccidere l'imperatore sconfitto.

Nell'agosto del 423, alla morte senza eredi di Onorio, si aprì il problema della successione sul trono d'Occidente. La corte di Ravenna e il Senato romano scelsero come successore Giovanni Primicerio, un alto funzionario imperiale, ma la corte di Costantinopoli non riconobbe l'elezione, che rompeva la continuità dinastica dei sovrani d'Occidente. Giovanni ebbe dei collaboratori di rilievo, come i generali Castino (già avversario di Galla) ed Aezio, ma anche dei formidabili e decisivi avversari, Bonifacio, che in qualità di comandante dell'Africa controllava la fondamentale fornitura di grano per la città di Roma, e i Visigoti, i quali riconobbero legittimi successori di Onorio la loro regina Galla Placidia e Valentiniano III. La corte d'Oriente non era stata favorevole all'ascesa di Galla e Valentiniano, come testimoniato dal mancato riconoscimento dei loro titoli di augusta e nobilissimus, ma dovette riconoscere che la figlia di Teodosio I aveva molti sostenitori in Occidente e che era comunque meglio di un imperatore non dinastico; inoltre Teodosio II aveva avuto solo due figlie fino a quel momento (né ebbe in seguito figli maschi), mentre il figlio di Galla garantiva la continuità della casata di Teodosio. L'imperatore d'Oriente decise allora di porre il cugino sul trono d'Occidente e organizzò una spedizione per rovesciare Giovanni.
Galla e Valentiniano videro riconosciuti i loro titoli, mentre il 24 ottobre 424 Valentiniano fu nominato Cesare d'Occidente all'inizio della spedizione in Italia. L'esercito romano d'Oriente si divise in tre gruppi, con Galla e Valentiniano a seguito del contingente terrestre comandato dal generale Aspare, il quale occupò Salona, risalì l'Istria e puntò su Aquileia, centro nevralgico della zona, che fu catturata molto facilmente e dove si insediarono il Cesare d'Occidente con la sua augusta madre. Aspare, invece, discese su Ravenna, dove si trovava Giovanni, e la prese facilmente, probabilmente grazie al sostegno della fazione favorevole a Galla. Aspare catturò Giovanni e lo inviò ad Aquileia da Galla, la quale ordinò che gli fosse tagliata la mano destra, che fosse legato ad un asino ed esposto per le strade di Ravenna al pubblico ludibrio e che fosse infine decapitato nel circo (maggio 425).
Galla rimase ad Aquileia per diversi mesi, mentre si procedeva all'eliminazione dei sostenitori di Giovanni; da qui promulgò diverse leggi, tra cui alcune volte ad annullare la legislazione di Giovanni che estendeva ai pagani alcuni diritti riservati dei cristiani. Da Aquileia l'augusta si spostò a Ravenna e da qui si mosse a sud in autunno per fare un ingresso trionfale a Roma con Onoria e Valentiniano. Il 23 ottobre il giovanissimo Valentiniano, che all'epoca aveva 6 anni, salì al trono, divenendo augusto d'Occidente, ma il potere effettivo andò a Galla Placidia, in qualità di tutrice del figlio e prima fra tutte le auguste; la sua politica negli anni a seguire fu quella di sostegno alla Chiesa di Roma ma, soprattutto, alla visione di un impero unito sebbene diviso.
La tutela di Galla durò legalmente dodici anni (425–437), ma anche in seguito la sua influenza la rese un personaggio importante alla corte occidentale. Uno dei suoi primi atti di governo fu probabilmente quello di riconoscere il possesso della Prefettura del pretorio dell'Illirico alla pars Orientis dell'Impero. Questa prefettura era stata per lungo tempo oggetto di contesa tra i due imperi e fu concessa da Galla, malgrado il dissenso della parte nazionalista della corte, sia per eliminare un motivo di frattura tra le due corti, sia come contropartita per il sostegno militare orientale che aveva messo Valentiniano sul trono. Galla inoltre cedette alla parte orientale la provincia di Pannonia II (con Sirmio e Bassiana), che fino ad allora aveva fatto parte dell'Illirico Occidentale. Secondo altri studiosi, la cessione di territori illirici romano-occidentali all'Oriente non si sarebbe ridotta alla Pannonia II, ma si sarebbe estesa all'intera diocesi dell'Illirico Occidentale (comprendente Norico, Pannonia e Dalmazia); la questione è comunque controversa. Non è chiaro quando effettivamente questo passaggio sia avvenuto, ma alcuni storici lo collocano al 425, se non addirittura al 424, piuttosto che relativamente tardi nel 437. I buoni rapporti tra le due corti furono anche confermati dal fidanzamento tra Valentiniano e Licinia Eudossia, figlia di Teodosio, e dagli onori concessi da Galla ai generali orientali che avevano combattuto Giovanni, tra cui Aspare e suo padre Ardaburio.

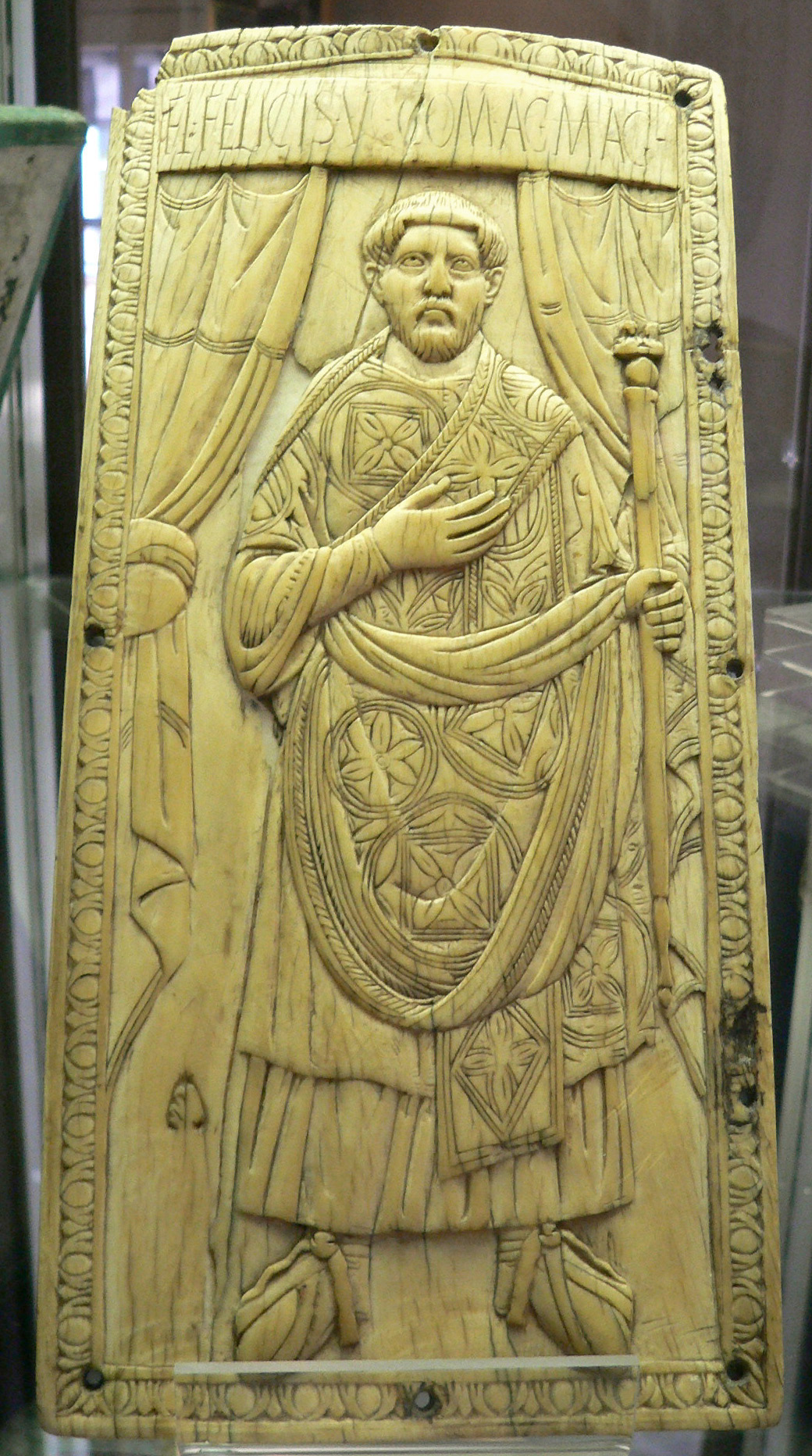
Ritratto di Costanzo Felice sul dittico consolare del 428. Felice era stato sostenitore di Galla e, in qualità di magister utriusque militae, divenne l'uomo forte dell'Impero romano d'Occidente nei primi anni della reggenza dell'augusta, ma perse la sua influenza di pari passo con l'ascesa di Aezio, il quale lo fece arrestare e uccidere nel 430.

Durante il suo governo, Galla si trovò a dover gestire equilibratamente diverse figure forti, tra cui Felice, Bonifacio ed Aezio. Felice era il marito di Pandusia, una delle sostenitrici di Galla, e quindi probabilmente anche lui sostenitore dell'augusta sin dai tempi del suo matrimonio con Costanzo III nel 417. Galla lo nominò alla somma carica militare di magister militum e Felice divenne così influente che si diceva apertamente che ogni decisione era presa con il suo consenso. Aezio era invece stato un sostenitore di Giovanni, ma a differenza degli altri non era stato esautorato in quanto aveva ottimi rapporti con gli Unni: grazie a questa amicizia (e al peso militare che ne derivava), alle sue ricchezze familiari (era figlio del potente Gaudenzio) e ai suoi rapporti clientelari, Aezio riuscì a contrattare con Felice, guadagnandosi il ruolo di comandante militare delle truppe stanziate sulla frontiera pannonica. Galla non era certo felice del potere ottenuto da Aezio, cui rimase sempre ostile, ma dovette accettarlo in quanto non le era possibile sottrarglielo. Mentre Aezio contrastava con successo i Visigoti e i Franchi in Gallia, aumentava a corte l'influenza di Felice, che si vide confermare il proprio potere con le nomine ricevute da Galla a console (428) e poi a patricius (429).
Tra i tre uomini forti, quello che rimase maggiormente insoddisfatto era proprio il principale sostenitore di Galla, Bonifacio. Si recò a Ravenna a palesare la propria contrarietà, e Galla cercò di rabbonirlo nominandolo comes domesticorum. Bonifacio tornò allora in Africa, ma qui si avvicinò sempre più, e sempre più palesemente, all'arianesimo. Felice imbastì contro Bonifacio un'accusa di aver congiurato contro l'imperatore (426); Galla cercò di ricucire lo strappo convocando a Ravenna il comes, ma quando questi rifiutò, l'augusta firmò un documento in cui Bonifacio era dichiarato nemico dello stato. Felice organizzò contro Bonifacio due spedizioni, una prima nel 427 e poi una seconda nel 428; trovatosi alle strette, il comes d'Africa decise di chiamare in proprio aiuto i Vandali di Genserico, che fomentarono la rivolta delle popolazioni indigene. Grazie all'intermediazione di un certo Dario, corrispondente di Agostino d'Ippona, Bonifacio si riavvicinò a Galla nel 429, ma l'anno successivo l'esercito romano riunito fu sconfitto dai Vandali e Bonifacio fu obbligato a rinchiudersi ad Ippona; l'Impero aveva perso gran parte della provincia d'Africa.

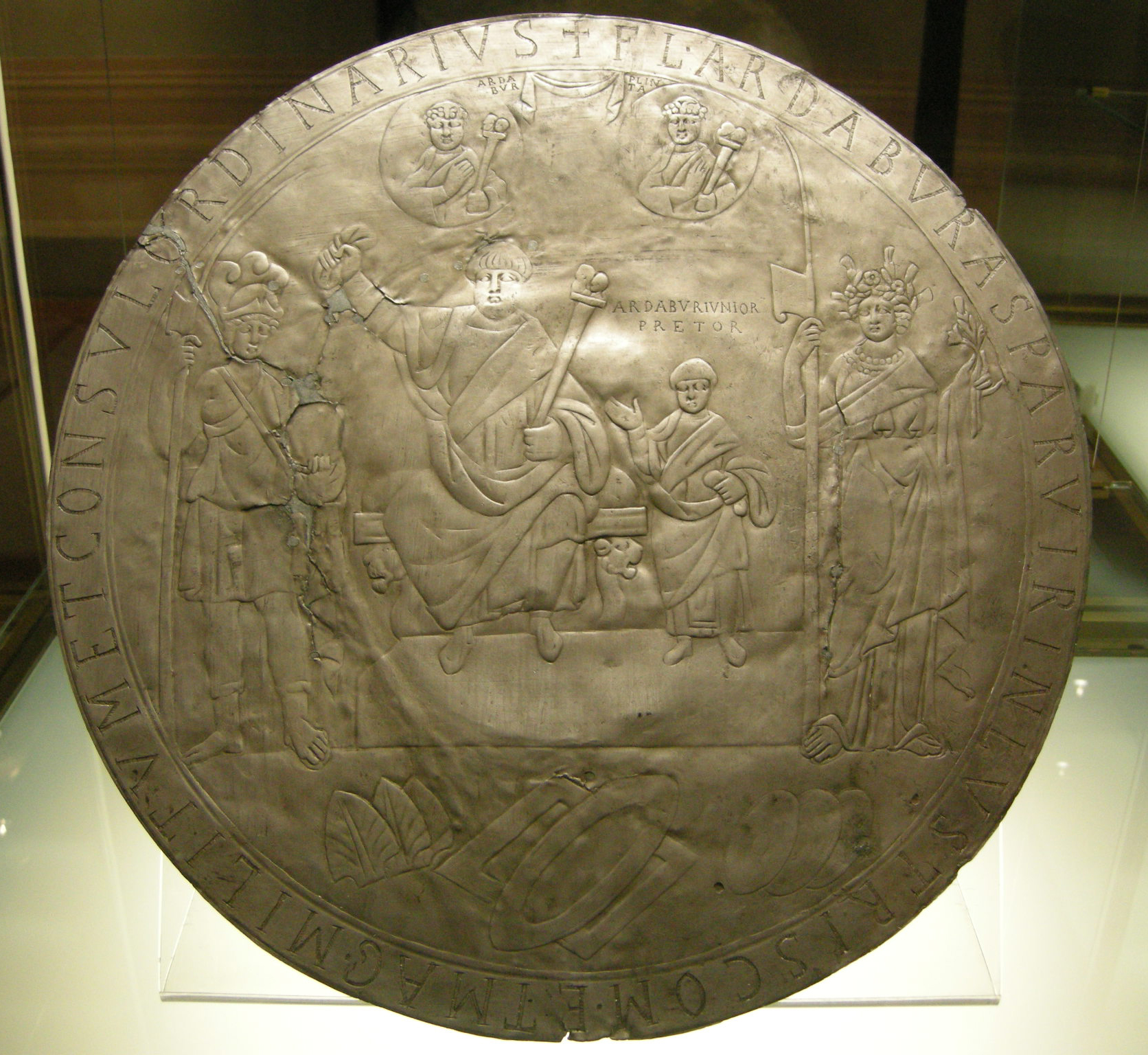
Missorio consolare di Ardaburio Aspare, che Galla nominò console del 434 come premio per le vittorie contro Genserico in Africa.

Sempre nel 430 vi fu la morte di Felice, il quale organizzò una congiura contro Aezio ma fu da questo fatto uccidere; il generale si recò poi in Gallia a combattere i nemici dell'Impero, ma anche per stare lontano dalla corte, dove temeva l'opposizione dell'augusta. Intanto le cose in Africa andavano male, in quanto i Vandali di Genserico riuscirono persino a sconfiggere l'esercito di Bonifacio rinforzato da contingenti orientali guidati da Aspare e a conquistare Ippona nel 431 (durante il precedente assedio era morto Agostino d'Ippona); Galla decise allora di richiamare a Ravenna Bonifacio e di conferire il comando delle operazioni ad Aspare, i cui successi (432–433) gli fecero guadagnare il consolato per il 434.
Scomparso dalla scena Felice, Galla Placidia si trovò a dover scegliere tra Aezio, che disprezzava, e Bonifacio, che era il responsabile della perdita dell'Africa. L'augusta, forse consigliata da quei cortigiani che erano stati sostenitori di Felice e che temevano le ritorsioni di Aezio, sottrasse al generale impegnato in Gallia il titolo di magister utriusque militiae per darlo a Bonifacio, che elevò anche al rango di patricius per metterlo al di sopra di Aezio, che sarebbe stato console per il 432. Bonifacio, forte del sostegno dell'augusta, decise di passare alle vie di fatto contro il suo avversario, dando inizio a una guerra civile tra i due uomini forti dell'Impero romano d'Occidente. La scelta di Galla di puntare su Bonifacio sembrò vincente quando questi sconfisse Aezio nella battaglia di Ravenna (gennaio 432) e lo costrinse a fuggire prima a Roma poi tra i suoi amici Unni; Bonifacio, però, morì a seguito delle ferite riportate nello scontro e il suo successore alla carica di magister utriusque militiae, il genero Sebastiano, non riuscì ad opporsi a Aezio e ai suoi alleati unni. Galla si trovò quindi con Aezio ulteriormente rafforzato dalla morte dei suoi possibili antagonisti, e fu costretta a restituirgli la carica di magister utriusque militiae e a conferirgli il patriziato. Aezio ebbe il merito di concludere una pace con i Vandali (trattato di Trigezio, 11 febbraio 435), che riconosceva lo status quo e segnò l'inizio di un periodo di pace. Nel 437 Valentiniano compì diciotto anni e con la sua maggiore età terminò la reggenza di Galla, che però continuò ad esercitare un'enorme influenza a corte.

### Ultimi anni (437–450)
Divenuto maggiorenne nel 437, Valentiniano III sposò Licinia Eudossia, figlia di suo cugino Teodosio II, il 29 ottobre di quello stesso anno. La coppia ebbe due figlie femmine: nel 438 nacque Eudocia, che prese il nome della nonna materna, due o tre anni dopo Placidia; la scelta di nominare la seconda bambina col nome della nonna paterna sta a indicare l'importanza relativa delle due corti. Nel frattempo, tra le due nascite, Eudossia fu anche elevata al rango di augusta (6 agosto 439), titolo che in Occidente spettava già a Galla e a Onoria. Malgrado l'assenza di un erede maschio, il matrimonio, le bambine e le auguste tutte erano un elemento utilizzato dalla propaganda imperiale per diffondere un messaggio di unità tra le due corti: il poeta Merobaude racconta come negli affreschi del palazzo imperiale la famiglia imperiale tutta, compresi Galla e Teodosio II, erano raffigurati in armonia e concordia.
Gli anni successivi non furono memorabili per Galla: da una parte Genserico allargò i suoi possedimenti in Africa, giungendo a conquistare Cartagine nel 439; dall'altra Aezio, malgrado i tentativi di Valentiniano di uscire dall'ombra del generale, rimase l'uomo più potente dell'impero, e dal 440 prese a seguire le sorti del regno non più dalle province ma dall'Italia. Malgrado lo strapotere di Aezio, Valentiniano (col sostegno dietro le quinte di Galla) riuscì ad opporgli alcuni personaggi di rilievo che ne limitassero il prestigio e l'influenza, come Cecina Decio Aginazio Albino, prefetto del pretorio d'Italia nel 443.

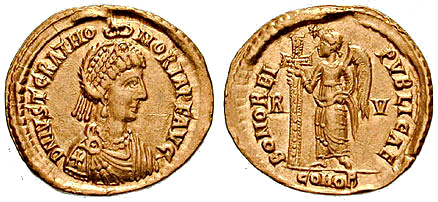
Moneta raffigurante Giusta Grata Onoria, figlia di Galla Placidia e sorella di Valentiniano III, che fu sospettata dal fratello di cospirare contro di lui e che inviò al re degli Unni Attila una proposta di matrimonio e il proprio anello come pegno; solo l'intervento della madre Galla le salvò la vita.

Nel 449 vi fu l'episodio di Onoria e Attila. L'augusta Onoria fu accusata di aver complottato con il proprio amante Eugenio per rovesciare Valentiniano. I due amanti furono scoperti ed Eugenio messo a morte; Onoria inviò allora il proprio servitore Giacinto presso il re degli Unni Attila, per recargli la proposta di matrimonio con l'augusta e il suo anello come pegno. Attila accettò la proposta di matrimonio e chiese metà dell'Impero romano d'Occidente come dote, ma Valentiniano rifiutò, malgrado Teodosio fosse invece favorevole al matrimonio; Onoria ebbe salva la vita solo per l'intercessione di Galla (Giacinto fu invece fatto torturare e uccidere da Valentiniano), ma fu obbligata a sposare Basso Ercolano, un nobile senatore senza ambizioni.
Secondo alcuni storici, questo episodio andrebbe letto come un tentativo di Onoria e Galla di decidere la successione al trono di Valentiniano, il quale non aveva figli maschi. Il matrimonio di Galla Placidia e Ataulfo, con la nascita di un figlio il cui ruolo politico era chiaramente indicato dal nome Teodosio, aveva proposto la fusione tra l'elemento goto e quello romano come successione al trono di Onorio, anch'egli senza figli maschi; era poi naufragato con la morte in successione di Teodosio e Ataulfo. La situazione del 449 rispecchia molti aspetti di quella del 414/415: anche in questo caso il matrimonio tra una principessa romana e un sovrano barbaro avrebbe dovuto risolvere il problema della successione al soglio imperiale; inoltre Attila, in qualità di magister militum, era già un funzionario militare romano. L'intercessione di Galla per Onoria e la posizione favorevole al matrimonio assunta da Teodosio fanno intuire, secondo questa ricostruzione, un'alleanza tra Galla e Teodosio contro Valentiniano e soprattutto Aezio, l'uomo forte dell'Occidente; il fatto che Attila abbia scelto la via diplomatica per oltre un anno, malgrado le provocazioni di Valentiniano ed Aezio che preferivano la soluzione militare, e che tale politica sia terminata solo dopo la morte di Teodosio e di Galla è un ulteriore indizio a favore di un progetto politico di ampio respiro dietro il gesto di Onoria. Infine, è significativo il fatto che proprio nel 450 Galla Placidia fece riesumare il corpo del piccolo Teodosio, morto trentacinque anni prima, per riseppellirlo a Roma.
Un ulteriore ostacolo alla politica di Galla, che mise in serio pericolo i rapporti tra le due parti dell'Impero, fu la lotta tra ortodossia e monofisismo in Oriente, una lotta oltre che teologica anche politica, per vincere il sostegno dell'Imperatore d'Oriente, Teodosio II. Il campione del monofisismo, Eutiche, scomunicato dal patriarca di Costantinopoli Flaviano nel sinodo locale del 448, si appellò a papa Leone I, che invece confermò gli atti sinodali. Teodosio, però, si schierò dalla parte di Eutiche, come suggeritogli dall'influente Crisafio, e non riuscendo a smuovere Leone, fece indire il secondo concilio di Efeso (estate 449), nel quale furono dichiarate ortodosse le tesi di Eutiche. Leone protestò con Teodosio e chiese l'intercessione della corte ravennate. Teodosio ricevette le lettere di Valentiniano ed Eudossia, mentre Galla Placidia scrisse sia al nipote imperatore sia a sua sorella Pulcheria: tutte chiedevano all'imperatore di rivedere la propria posizione nel confronto tra le due dottrine nell'interesse dell'unità della Chiesa e della dottrina romana. Le lettere di Galla espongono il tema del primato della città di Roma, sia quale antica sede dell'impero sia come sede di san Pietro: questo tema del primato romano era stato già presente nella visione politica di Ataulfo ed è quindi probabile che Galla lo abbia sviluppato indipendentemente, per poi trovarsi in accordo con papa Leone, sostenitore dello stesso primato. Sebbene Teodosio non recedesse dalle sue posizioni, la sua morte improvvisa (28 luglio 450) e l'ascesa al trono di Pulcheria e Marciano segnò la fine di Eutiche.
La partita a scacchi tra Aezio da una parte e Valentiniano e Galla dall'altra continuò almeno fino all'inizio degli anni 450 se, intorno al 450/451, Aezio riuscì a strappare a Valentiniano il fidanzamento tra suo figlio Gaudenzio e Placidia, seconda figlia dell'imperatore; le mire di Aezio di raggiungere il soglio imperiale, quantomeno attraverso il proprio figlio, erano probabilmente proprio quelle avversate da Galla, memore dell'esperienza fatta sulla propria pelle delle mire di Stilicone e Serena per il loro figlio Eucherio.
Se da una parte Galla ebbe la soddisfazione di vedere restaurata l'unità religiosa dell'Impero, dall'altra le fu risparmiato di assistere alla tragica fine dello scontro tra Aezio e Valentiniano: morì infatti il 27 novembre 450 a Roma, dove si era recata all'inizio dell'anno per incontrare Leone.

### Sepoltura

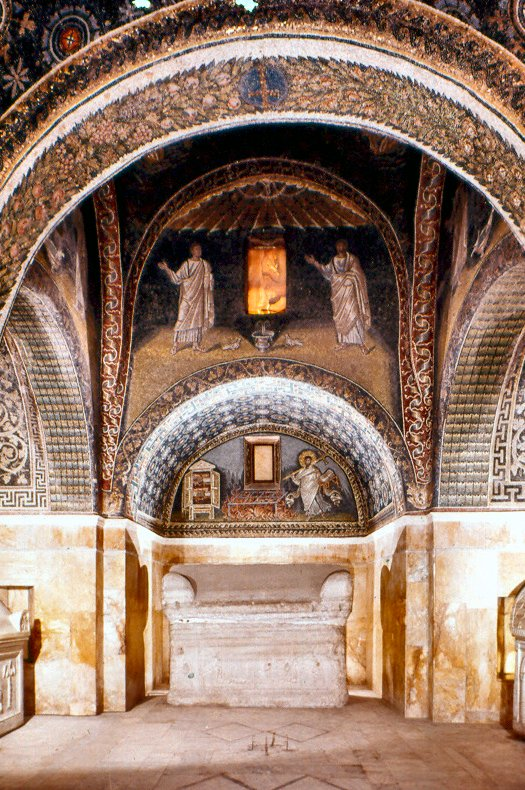
Interno del Mausoleo di Galla Placidia a Ravenna

A Ravenna esiste un edificio, Patrimonio dell'umanità protetto dall'UNESCO, noto come Mausoleo di Galla Placidia, in quanto secondo la tradizione fu fatto costruire da Galla Placidia; al suo interno vi sono tre sarcofagi che la tradizione assegna a Galla e, variamente, a Costanzo III, a Onorio, a Valentiniano III e a Onoria. Secondo gli storici, il mausoleo sarebbe stato fatto erigere da Galla tra il 417 e il 421, anno della morte di Costanzo e del trasferimento di Galla a Costantinopoli, con l'intento di farne un mausoleo imperiale per due sepolture.
Galla, però, non fu sepolta a Ravenna ma a Roma, probabilmente nel Mausoleo onoriano, anche noto come cappella di Santa Petronilla nell'antica basilica di San Pietro. Nel giugno 1458 in quella cappella fu trovato un sontuoso sarcofago in marmo contenente due bare in cipresso, una grande e una piccola, foderate d'argento, con all'interno due corpi, un adulto e un bambino, avvolti in vestiti intessuti d'oro (i metalli preziosi furono fatti fondere da papa Callisto III). Alcuni studiosi hanno ipotizzato che si potesse trattare dei resti di Galla e del suo primogenito Teodosio, dato che una cronaca anonima del V secolo narra che nel 450 (anno della morte di Teodosio II, che però fu sepolto a Costantinopoli) Placidia, papa Leone e l'intero senato romano parteciparono alla sepoltura del corpo di "Teodosio" nella cappella presso la basilica dell'apostolo Pietro; si tratterebbe dunque del corpo del figlio di Galla e Ataulfo, rimosso dalla tomba in terra francese e risepolto con tutti gli onori a Roma.
Secondo un'altra versione invece, quasi certamente una leggenda, la salma di Galla, imbalsamata per sua espressa volontà, sarebbe stata portata a Ravenna e collocata in un sarcofago nel Mausoleo dove, per più di un millennio, la si sarebbe potuta osservare attraverso una feritoia, finché un giorno, nel 1577, un malaccorto visitatore per vedere meglio, avrebbe avvicinato troppo la candela alle vesti dell'imperatrice mandando tutto a fuoco.

## Galla come committente artistica

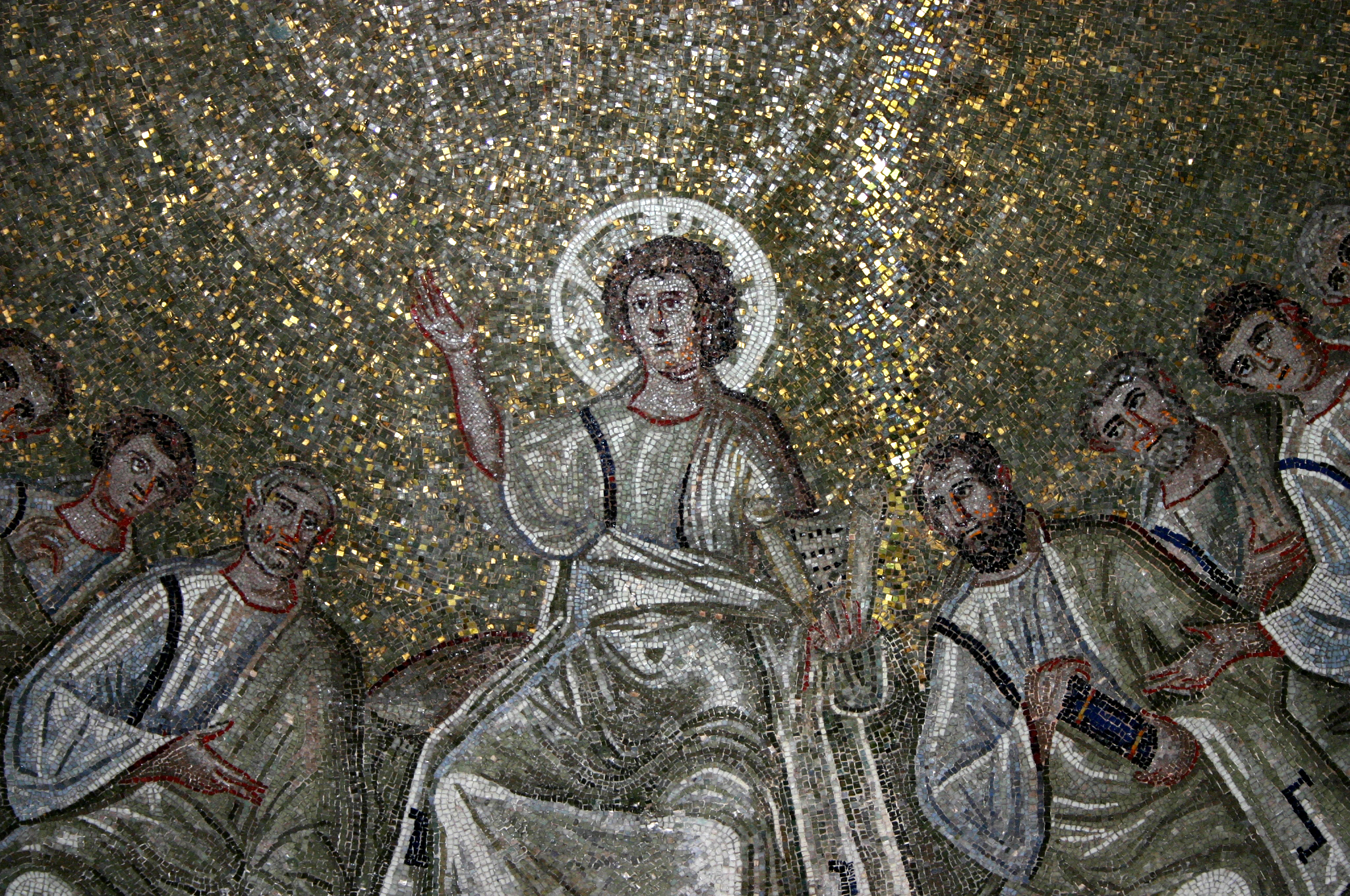
Dettaglio dei mosaici della cappella di Sant'Aquilino nella basilica di San Lorenzo (Milano), fatta erigere da Galla.

Galla Placidia fu una munifica committente artistica, particolarmente attiva nell'edificazione delle chiese.
A Ravenna, nel 426, fece edificare la chiesa di San Giovanni Evangelista. L'erezione della chiesa aveva lo scopo di sciogliere il voto che Galla fece durante la traversata marittima che l'aveva riportata in Occidente, durante la quale aveva rischiato la vita a causa di una tempesta; e infatti secondo la testimonianza di Giovan Girolamo de' Rossi, che li vide prima che fossero demoliti nel 1568, nella chiesa erano presenti dei mosaici che raffiguravano due navi sul mare in tempesta, una delle quali trasportava san Giovanni evangelista che soccorreva Galla Placidia e i suoi figli, mentre nell'abside la figura di Cristo era raffigurata su di un'iscrizione che diceva «L'augusta Galla Placidia, con suo figlio l'augusto Placido Valentiniano e sua figlia Giusta Grata Onoria, scioglie il voto per la sua salvezza dal mare». Ma grazie alla testimonianza di Rossi è possibile conoscere anche il resto del tema iconografico della chiesa, una delle prime commissione di Galla nelle vesti di reggente per Valentiniano III, che insieme al tema della pietas imperiale soddisfaceva ad esigenze di propaganda imperiale: alle pareti della chiesa erano infatti dei mosaici raffiguranti gli imperatori e i membri della famiglia di Galla, Costantino I, Teodosio I, Arcadio, Onorio, Teodosio (figlio di Galla), Valentiniano II, Graziano, Costanzo III, Graziano e Giovanni (fratelli di Galla morti infanti), Teodosio II, Eudocia, Arcadio (figlio di Teodosio II morto infante) e Licinia Eudossia.
Sempre a Ravenna decise di erigere la chiesa di Santa Croce, con annesso il proprio mausoleo, una chiesa del Santo Sepolcro e un ampio complesso monastico dedicato a san Zaccaria. A Rimini fece edificare la chiesa di Santo Stefano, mentre a Milano finanziò la costruzione della cappella di Sant'Aquilino nella Basilica laurenziana, ove si trova un sarcofago tradizionalmente attribuito a Galla.

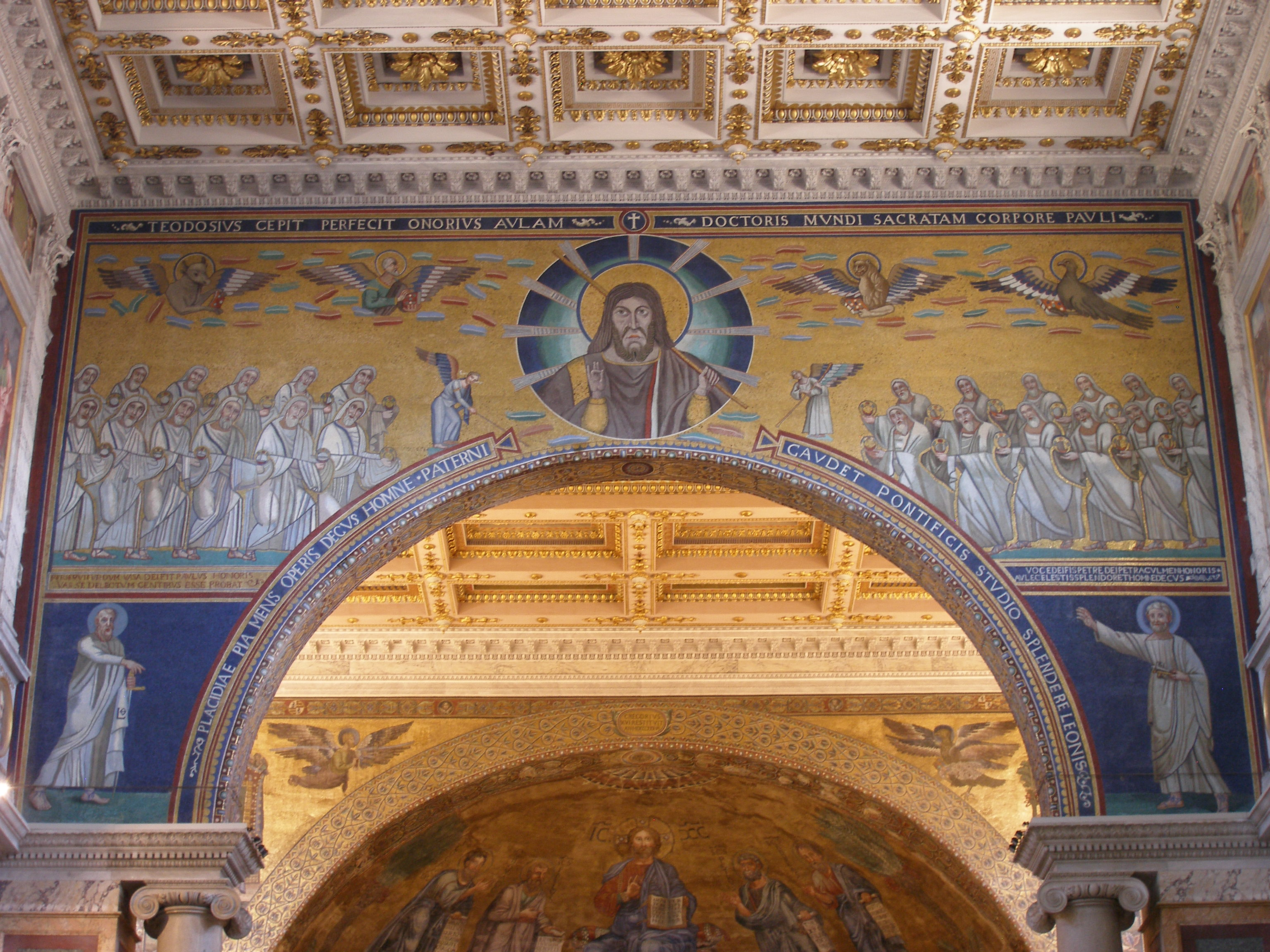
Dettaglio dell'arco trionfale della basilica di San Paolo fuori le mura, a Roma, con i mosaici recanti l'iscrizione di Galla Placidia, la quale fece restaurare la basilica edificata dal padre e dal fratello, danneggiata da un fulmine.

L'esaltazione dei legami famigliari di Galla, evidente nella galleria di illustri consanguinei esposta nella chiesa ravennate di San Giovanni, fu sottolineata anche nella cura delle chiese edificate dai suoi antenati. A Roma fece restaurare la basilica di San Paolo fuori le mura, finanziando l'esecuzione dei mosaici dell'arco trionfale. La chiesa era stata iniziata da Teodosio I e completata da suo figlio Onorio, e un'iscrizione dichiarava la pia Galla felice per il rinnovato splendore della chiesa del padre: «La pia mente di (Galla) Placidia gioisce del decoro dell'opera paterna in tutto lo splendore dovuto alla cura del pontefice Leone». La basilica di Santa Croce in Gerusalemme fu rivestita di mosaici a spese del tesoro imperiale in seguito ad un voto di Galla, Onoria e Valentiniano.

## Monetazione

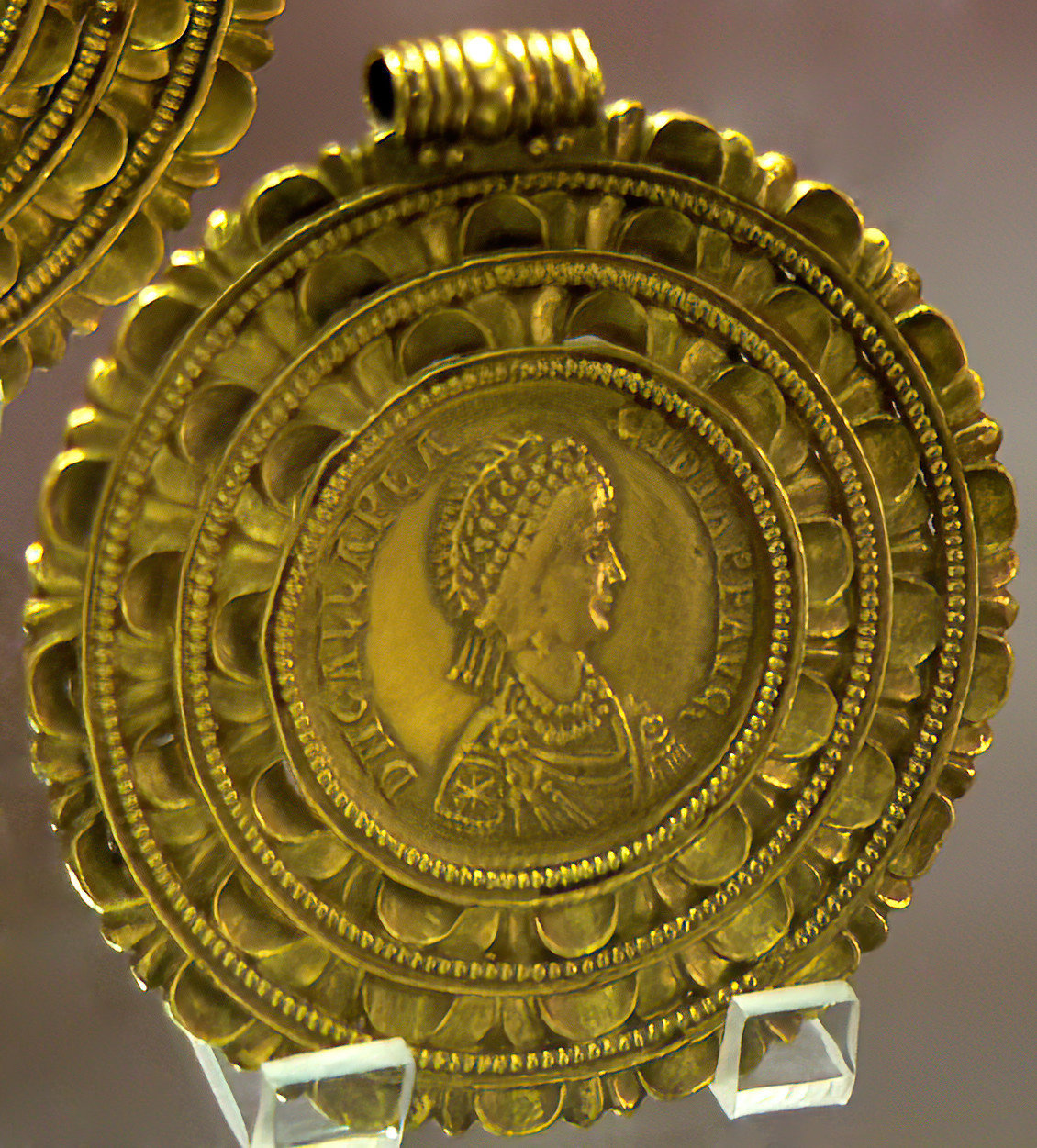
Medaglione di Galla Placidia montato in un gioiello. La raffigura con un diadema, nella sua veste di Augusta; la legenda D N GALLA PLACIDIA P F AVG («Nostra Signora Galla Placidia Pia Fortunata Augusta») è tipica delle emissioni della parte occidentale dell'impero.

La monetazione romana coniata a nome di Galla Placidia può essere divisa in quattro fasi distinte, oltre che per data di emissione, anche in base al sovrano che le emise. Caratteristica dei solidi, e solo di questi, è la presenza al dritto di una mano, la manus Dei, che regge una corona sopra la testa di Galla.

### Regno di Costanzo III (421)
La prima emissione risale al 421, anno del breve regno di Costanzo III, e fu coniata dalla zecca di Ravenna; è però possibile che l'emissione sia brevemente proseguita fino alla partenza di Galla per la corte orientale. Consiste di un solido, di un semisse (forse da attribuire alla terza fase) e di un medaglione da 1½ solidi, tutti con la leggenda D N GALLA PLACIDIA P F AVG (tipica delle emissioni occidentali) al dritto.
Il solido ha al rovescio Vittoria seduta che iscrive uno scudo e la leggenda SALVS REIPVBLICAE (Salvezza dello Stato). Il semisse presenta al rovescio un chi-rho all'interno di una corona d'alloro e ancora la leggenda SALVS REIPVBLICAE.
Il medaglione, noto grazie a due esemplari conservati a Parigi e nella collezione nazionale olandese, e probabilmente coniato a Ravenna nel 422, raffigura al dritto Galla di profilo con un chi-rho sulla spalla, e al rovescio l'imperatrice seduta su di un alto trono, coronata e nimbata, con un grosso volumen in mano, con la leggenda RV nel campo e COMOB in esergo.

### Inverno 424–425
All'inverno 424–425 risale invece la seconda emissione, composta da solidi coniati dalla zecca di Costantinopoli per volere di Teodosio II: si tratta del periodo successivo al riconoscimento dei diritti di Galla da parte del nipote e precedente alla partenza dell'imperatrice per l'Occidente.
L'emissione è tipicamente costantinopolitana, caratterizzata dalla leggenda più compatta AEL PLACIDIA AVG al dritto e dal rovescio recante la croce e la Vittoria con la leggenda VOT XX MVLT XXX e la stella nel campo, anch'essa tipica della zecca imperiale di questo periodo.
Si tratta di una moneta molto rara, e i pochi esemplari noti fanno pensare che sia stata emessa dalla decima officina di Costantinopoli.

### Monetazione occidentale del 425 e del 425–430
Durante la reggenza per il figlio Valentiniano III, Galla fece emettere diverse monete a proprio nome; le zecche coinvolte furono quattro, soprattutto Ravenna, poi Aquileia, Milano e Roma e, sebbene nominalmente le emissioni durarono tutte dal 425 al 435, è probabile che solo quella di Ravenna abbia funzionato per Galla oltre il 425.
Galla introdusse in Occidente il rovescio con croce, Vittoria e leggenda VOT XX MVLT XXX delle sue monete costantinopolitane, ma gli incisori occidentali interpretarono a proprio modo questa iconografia, in particolare allargando il busto di Galla e reintroducendovi il chi-rho tipico della prima emissione del 421.
Le monete più antiche e rare sono i solidi coniati dalla zecca di Aquileia nel 425 e recanti il simbolo di zecca AQ: risalgono al periodo in cui Galla e Valentiniano si stabilirono nella città friulana durante la riconquista dell'Impero, almeno da maggio a inizio agosto di quell'anno. Successivamente Galla si recò a Roma, dove Valentiniano fu proclamato imperatore: al periodo ottobre 425/febbraio 426 sono fatti risalire i rari solidi recanti il segno di zecca RM.
Stabilitasi a Ravenna nel marzo 426, Galla fece emettere una serie di solidi dall'iconografia uniforme, a meno della sostituzione del chi-rho con una croce in alcune varianti, almeno fino al 430 e forse anche oltre. Per quanto riguarda i semissi, non è chiaro se sono da ricondurre alla prima fase o a questa. I tremissi, che sono della varietà col chi-rho all'interno della corona d'alloro o con la croce e la corona (entrambi con COMOB in esergo), furono coniati dalla zecca di Roma e da quella di Ravenna, con i primi forse risalenti alla prima fase.
Per quanto riguarda la monetazione in argento risalente a questo periodo, intorno al 430 sono da datare: le silique con Vittoria seduta che incide il chi-rho su di uno scudo e in esergo RVPS; le silique con croce all'interno di una corona d'alloro e RV in esergo; le mezze silique con chi-rho in una corona e RV in esergo.
Tra i bronzi è nota solo una piccola tipologia, coniata dalla zecca di Roma, con una grande croce all'interno di una corona d'alloro e la leggenda SALVS REIPVBLICAE.

### Monetazione orientale post-424
Teodosio II fece coniare altre due emissioni alla zecca di Costantinopoli a nome di Galla Placidia dopo la sua partenza per l'Occidente. Si tratta di una serie di solidi, noti attraverso un solo esemplare, coniati nel 430 con la leggenda teodosiana VOT XXX MVLT XXXX e di un'altra, recante la leggenda IMP XXXXII, coniata nel 442/443. In entrambi i casi la leggenda al dritto è GALLA PLACIDIA AVG.

## Galla nelle arti
- Nel 1879 lo scrittore spagnolo Àngel Guimerà la fece protagonista di uno dei suoi primi successi: la tragedia Galla Placidia.
- Nel 1913 il musicista spagnolo Jaume Pahissa compose un'opera lirica dal titolo Galla Placidia.
- Nel 2022 lo scrittore italiano Luca Azzolini ne racconta le vicende nel romanzo storico La Nobilissima - La storia di Galla Placidia (edito da HarperCollins)[85]

## Ascendenza
|                |                |                     | Genitori |  |  | Nonni           |  |  | Bisnonni |  |
|                |                |                     |          |  |  | Flavio Teodosio |  |  | Onorio   |  |
|                |                |                     |          |  |  | Flavio Teodosio |  |  | Onorio   |  |
|                |                | …                   |          |  |  | Flavio Teodosio |  |  |          |  |
| Teodosio I     |                |                     |          |  |  | Flavio Teodosio |  |  |          |  |
|                |                | Termanzia           | …        |  |  |                 |  |  |          |  |
|                |                | Termanzia           | …        |  |  |                 |  |  |          |  |
|                |                | Termanzia           | …        |  |  |                 |  |  |          |  |
| Galla Placidia |                | Termanzia           |          |  |  |                 |  |  |          |  |
|                | Valentiniano I | Graziano il Vecchio |          |  |  |                 |  |  |          |  |
|                | Valentiniano I | Graziano il Vecchio |          |  |  |                 |  |  |          |  |
|                | Valentiniano I | …                   |          |  |  |                 |  |  |          |  |
| Galla          | Valentiniano I |                     |          |  |  |                 |  |  |          |  |
|                |                | Giustina            | Giusto   |  |  |                 |  |  |          |  |
|                |                | Giustina            | Giusto   |  |  |                 |  |  |          |  |
|                |                | Giustina            | …        |  |  |                 |  |  |          |  |
|                |                | Giustina            |          |  |  |                 |  |  |          |  |